# Peter Dürr
Peter Dürr (Monaco di Baviera, 10 febbraio 1960) è un allenatore di sci alpino, ex surfista ed ex sciatore alpino tedesco che gareggiò per la nazionale tedesca occidentale.

## Biografia
Dürr, originario di Germering e padre di Katharina e Lena, a loro volta sciatrici alpine, iniziò la sua carriera sportiva gareggiando nel surf e ai Mondiali di Bahamas 1979 si piazzò al 7º posto.

### Carriera sciistica
Dal 1982 si dedicò allo sci alpino: specialista delle prove veloci, ottenne il primo piazzamento in Coppa del Mondo il 14 febbraio 1982 a Garmisch-Partenkirchen in combinata (5º) e due anni dopo ai XIV Giochi olimpici invernali di Sarajevo 1984, sua prima presenza olimpica, non completò la discesa libera. Il 29 gennaio 1988 conquistò a Schladming in discesa libera l'unico podio in Coppa del Mondo (3º) e ai successivi XV Giochi olimpici invernali di Calgary 1988, sua ultima presenza olimpica, si classificò 21º nella discesa libera e 17º nella combinata. Il suo ultimo piazzamento agonistico fu l'11º posto ottenuto nella discesa libera di Coppa del Mondo disputata a Laax il 6 gennaio 1989; non ottenne piazzamenti ai Campionati mondiali.

### Carriera da allenatore
Dopo il ritiro è divenuto allenatore nei quadri della Federazione sciistica della Germania, seguendo anche le figlie Katharina e Lena.

## Palmarès

### Surf

#### Campionati tedeschi
- 2 medaglie[1]:
  - 2 argenti (nel 1979; nel 1981)

### Sci alpino

#### Coppa del Mondo
- Miglior piazzamento in classifica generale: 54º nel 1988
- 1 podio:
  - 1 terzo posto

#### Campionati tedeschi
- 1 medaglia (dati parziali fino alla stagione 1985-1986)[2]:
  - 1 bronzo (supergigante nel 1986)